# Бурно море край Дувър
„Бурно море край Дувър“ (на английски: Rough Sea at Dover) е британски късометражен документален ням филм, заснет в началото на 1895 година от продуцента и режисьор Бърт Ейкрис с намерението да бъде излъчван през кинетоскоп.

## Сюжет
Филмът показва бушуващо море, чиито тежки вълни заливат кейовете и бреговата ивица при пристанището на Дувър. На следващия кадър се вижда, как водата се оттича, преди да връхлетят нови талази.

## Реализация
Известно е, че за първи път филмът е бил показан пред публика на 23 април 1895 година на кораб, пътуващ в Атлантика. За официална дата на премиерата обаче се смята 14 януари 1896 година, когато е бил излъчен в „Кралското фотографско общество“ в Лондон. Филмът е предизвикал голям интерес сред зрителите и впоследствие е бил показван и в САЩ. Благодарение на факта, че показва процеси от природата, се превръща в един от най-популярните ранни британски филми.